# Грбе (Нин)
Грбе (хрв. Grbe) је насељено место у саставу града Нин, Задарска жупанија, Хрватска.

## Историја
До територијалне реорганизације у Хрватској биле су у саставу старе општине Задар. Као самостално насеље Грбе постоји од пописа 2011. године.

## Становништво
У попису становништва из 2011. године, Грбе су имале 190 становника.